# دزد و سگ‌ها (فیلم)
دزد و سگ‌ها (عربی: اللص والكلاب) فیلمی در ژانر درام به کارگردانی کمال الشیخ است که در سال ۱۹۶۲ منتشر شد.